# Солид
Со́лид (от лат. solidus «твёрдый, прочный; массивный») — римская золотая монета, выпущенная в 309 году н. э. императором Константином. Весила 1⁄72 римского фунта (4,55 г). Она заменила в качестве основной золотой монеты ауреус. В 314 году введена в западной части Римской империи, а в 324 году — на всей территории империи. Длительное время оставалась основной монетой и денежно-счётной единицей Римской империи, затем Византии. Греческое название византийского солида — «номизма», в Европе его чаще называли «безант» или «бизантин».
Кроме солида, чеканились также золотые монеты в ½ солида (семис или семиссис) и 1⁄3 солида («триенс», вес 1,52 г; в Византии больше известна как тремисс или тремиссис).

## Распространение солидов
В V—VI веках солиды получили распространение в балтийском регионе (в основном, как плата за меха и янтарь), в VI—VII веках — на Балканах, во Франции, в Нидерландах, в Скандинавии, в Германии, на Руси, в Леванте и Северной Африке (с VIII века в двух последних регионах солиды стали вытесняться арабскими динарами).
Из-за высокой пробы, которая до 1453 года (вплоть до падения Константинополя) оставалась почти неизменной (небольшие колебания имели место в 1071—1078 годах), солид оказал значительное влияние на чеканку золотых монет в соседних странах — в Восточном Средиземноморье, в государстве Сасанидов, в арабском мире, а также у варваров и в раннефеодальных государствах эпохи великого переселения народов и позже во всей Западной Европе.
В конце X — начале XI века была отчеканена первая известная золотая монета на Руси, которая внешним видом и весом (4,2 г) напоминала византийский солид. В науке эта монета получила название златник (оригинальное название денежной единицы неизвестно).

## СолидыСредневековья
В Европе недоступность источников золота и упадок торговли привели к почти полному прекращению чеканки собственной золотой монеты в IX—XII веках. Основным монетным металлом стало серебро. Солид остался денежно-счётной единицей. Он приравнивался к 12 денариям; в Германии — 12 пфеннигам (германизированное название солида — шиллинг), во Франции — 12 денье (здесь название солид претерпело изменение и дало название солю, позже — су). В Италии солид стал называться сольдо, в Испании — суэльдо.
Оживление торговли в Европе привело к возобновлению чеканки солида в XIII веке, но в связи с ухудшением качества лежащих в основе солида денариев (смотри порча монет) он стал серебряной монетой (основной золотой европейской монетой на долгое время стал дукат). Во Франции впервые серебряная монета стоимостью солид была отчеканена в 1266 году — это было подражание итальянскому «гроссо» гро турнуа.
Но если качество гроша некоторое время удалось поддерживать на определённом уровне, качество европейского солида (шиллинга) продолжало ухудшаться; на смену серебряному солиду пришёл биллонный.

## Солид в Восточной Европе
К середине XV века биллонные солиды чеканили многие соседние с Речью Посполитой государства, в том числе герцогство Пруссия и Ливонская конфедерация.
В 1547 году биллонный солид был чеканен в Гданьске. Король Сигизмунд I определил качество монеты: она весила 1,24 г и содержала 0,23 г серебра. Солид был приравнен к 6 денариям и составлял 1/3 гроша. На польском языке монета получила название «шелёнг», на белорусском — «шеляг».
Во время шведско-польской войны шведы активным образом использовали монетное право городов для чеканки неполноценной монеты: в первую очередь солидов. Чеканка солидов была в Риге в 1621—1665 годах, Эльблонге — в 1629—1635 и 1656—1657 годах. Также в 1644 году был открыт в Риге государственный монетный двор Ливонии, специализирующийся в основном на выпуске солидов в 1644—1665 годах. Пикантность ситуации дополняет тот факт, что в 1645—1648 годах на государственном монетном дворе в Риге (Ливонском), помимо основной продукции, незаконно выпускали солиды с гербом города Риги.

## Медныйсолид
В 1650 году при короле Яне Казимире был отчеканен первый медный солид = 1/4 гроша (77 штук из краковской гривны, вес монеты 2,6 г). С 1659 года в течение десятилетия чеканились новые медные солиды (так называемые «боратинки») = 1/3 гроша, но из расчёта 150 штук из гривны (весом 1,35 г). Их было выпущено огромное количество.
В 1755 году король Август III в последний раз выпустил медные солиды для пополнения своей казны. Последний король Польши Станислав Август Понятовский (1764—1795), проведя денежную реформу, сохранил солид в качестве мелкой медной монеты. Последние солиды были выпущены в 1793 году в Гданьске.

## Галерея
- Солид императора 
Льва I Макеллы (457—474)
- Солид императора 
Юстиниана II (685-695)
- Солид императора 
Юстина II (565—578)
- Солид императора 
Ираклия I (610—641)
- Номизма императора 
Иоанна I Цимисхия (969—976)
- Номизма императора 
Константина VIII (1025-28)
- Семис императора 
Анастасия I (491—518)
- Тремисс императора 
Юстина I (518—527)
- Медный солид короля польского 
Яна II Казимира (1648—1668) («боратинка»)
- Билонный рижский  солид 1630 г. 
Густава II Адольфа (1611-1632)
- Билонный эльбингский  солид 1630 г. 
Густава II Адольфа (1611-1632)